# 相信愛情 (許志安專輯)
《相信愛情》是香港歌手許志安的第五張國語專輯，於1999年4月18日推出。此專輯高居兩岸三地各銷量榜，在台灣的銷量超過20萬張(包括真心真意版)，全亞洲則超過100萬張。主打歌包括《為什麼你背著我愛別人》、《妳愛上他 》、《相愛的人本來就該黏著的》、《錯到底》、《真心朋友》及《對你的愛還依然在》 ，六首主打歌都大受歡迎，後三者都是由周傳雄(小剛)作曲，其中由張洪量作曲的《為什麼你背著我愛別人》更是許志安數一數二的國語代表作，風靡全亞洲。其後於1999年5月20日推出慶功版，附加收錄《真心真意》國語版CD Single。

## 曲目
| 曲序     | 曲目                           |          | 作曲     | 编曲          | 製作人   | 备注                                          | 时长  |
| -------- | ------------------------------ | -------- | -------- | ------------- | -------- | --------------------------------------------- | ----- |
| 1.       | 為什麼你背著我愛別人           | 張翠華   | 張洪量   | 屠穎          | 陳偉     | 第一主打歌 衛視中文台外購劇《少年華佗》主題曲 | 4:59  |
| 2.       | 妳愛上他                       | 何慶遠   | 沈志煒   | 劉志遠        | Jim Lee  | 第二主打歌 衛視中文台外購劇《少年華佗》片尾曲 | 3:43  |
| 3.       | 錯到底                         | 周傳雄   | 周傳雄   | 周傳雄        | 周傳雄   | 第三主打歌                                    | 3:59  |
| 4.       | 第一天就愛你                   | 厲曼婷   | 陳偉     | 陳偉          | 陳偉     |                                               | 5:45  |
| 5.       | 真心朋友                       | 姚若龍   | 周傳雄   | 洪敬堯        | 周傳雄   | 第四主打歌                                    | 4:28  |
| 6.       | 別讓我喝太多                   | 林夕     | 黃貫中   | 劉志遠        | Jim Lee  |                                               | 3:46  |
| 7.       | 相愛的人本來就該黏著的         | 于光中   | 陳偉     | 陳偉          | 陳偉     | 第五主打歌                                    | 4:55  |
| 8.       | 我害怕都是沒有用               | 孫偉倫   | 孫偉倫   | 劉志遠        | Jim Lee  |                                               | 4:53  |
| 9.       | 愛上我的朋友                   | 林夕     | 孫偉倫   | 劉志遠        | Jim Lee  |                                               | 4:51  |
| 10.      | 對你的愛還依然在               | 周傳雄   | 周傳雄   | 屠穎          | 周傳雄   | 第六主打歌                                    | 4:11  |
| 11.      | 為什麼你背著我愛別人（搖滾版） | 張翠華   | 張洪量   | 陳偉          | 陳偉     |                                               | 4:59  |
| 12.      | 真心真意（國語）               | 于光中   | 吳國敬   | 黃尚偉 吳國敬 | 黃尚偉   | 第七主打歌 粵語原曲為《真心真意》             | 4:00  |
| 总时长： | 总时长：                       | 总时长： | 总时长： | 总时长：      | 总时长： | 总时长：                                      | 50:47 |

## 唱片版本
- 盒帶版 (臺灣/新馬/香港/中國)
- 臺灣CD版
- 新馬CD版
- 香港CD版
- 中國CD版

## 音樂錄影帶
- 為什麼你背著我愛別人
- 妳愛上他
- 錯到底
- 真心朋友
- 相愛的人本來就該黏著的
- 對你的愛還依然在
- 真心真意

## 獎項
- 1999年度Channel V中文TOP20

- 「最佳歌曲」：《為什麼你背著我愛別人》

- 台灣Hit-Fm 1999年度百首單曲：為什麼你背著我愛別人